# Hans Hagen
Johannes Clasinus (Hans) Hagen ('s-Graveland, 10 september 1955) was leraar Nederlands, speldocent, geschiedenis en redacteur van een jeugdtijdschrift voor hij fulltime schrijver werd.
Met echtgenote Monique Hagen schreef hij twee prentenboeken Banaan en De opruimspin, en vier dichtbundels Daar komt de tijger, Misschien een olifant, Jij bent de liefste en Van mij en van jou.
Monique en Hans schreven ook een informatief boek over paarden, Het paardenboek. Het verscheen mei 2005. Ze spelen met het idee een tweede deel te schrijven, omdat lang niet alles over paarden in het eerste boek paste. Daarna schreef hij nog meer bundels zoals "Nooit denk ik aan niets".
Boeken van Hans Hagen zijn in elf landen in dertien talen vertaald. 
Hans en Monique Hagen bezoeken regelmatig Nederlandse scholen in binnen- en buitenland. Hans werkte bijvoorbeeld in Singapore, Indonesië, Ghana, Tanzania, Kenia, Egypte, Bonaire, Curaçao, Dubai, Praag en Boedapest.
In 2008 heeft hij het kinderboekenweekgeschenk geschreven, getiteld Vlammen.
In 2013 verscheen de bloemlezing Ik zoek een woord: 167 gedichten over taal om van A tot Z te verslinden, samengesteld door Hans en Monique Hagen en geïllustreerd door Deborah van der Schaaf.

## Bekroningen
- De dans van de drummers - Gouden Griffel 2004
- Het gouden oog - Zilveren Griffel 1992
- Het is nacht, we gaan op jacht - Zilveren Griffel 1992
- De kat en de adelaar - Zilveren Griffel 1998
- Zwaantje en Lolly Londen - Zilveren Griffel 2004
- Ik zoek een woord - Zilveren Griffel 2014
- Nooit denk ik aan niets - Zilveren Griffel 2016
- Jubelientje en haar liefste oma - Vlag en Wimpel 1992
- De weg van de wind - Vlag en Wimpel 1993
- Maliff en de wolf - Vlag en Wimpel  1995
- Het hanengevecht - Hans Hagen en Philip Hopman Vlag en Wimpel 2013
- Verkocht - Glazen Globe en de Woutertje Pieterse Prijs 2008
- Jubelientje ontploft - Pluim van de maand oktober 1998
- Iedereen min een - Pluim van de maand juli 1999
- Ik schilder je in woorden werd bekroond met een Gouden Penseel voor de illustraties van Willemien Min, 2002

## Bestseller 60
| Boeken met noteringen in de Nederlandse Bestseller 60 | Jaar van verschijnen | Datum van binnenkomst | Hoogste positie | Aantal weken | Opmerkingen                                                                                      |
| ----------------------------------------------------- | -------------------- | --------------------- | --------------- | ------------ | ------------------------------------------------------------------------------------------------ |
| Jij bent de liefste                                   | 2000                 | 12-02-2003            | 22              | 16           | in samenwerking met Monique Hagen                                                                |
| De dans van de drummers                               | 2003                 | 13-10-2004            | 34              | 1            | Gouden Griffel 2004                                                                              |
| Van mij en van jou                                    | 2007                 | 08-10-2008            | 30              | 2            | in samenwerking met Monique Hagen                                                                |
| Nooit denk ik aan niets                               | 2015                 | 01-03-2015            | 39              | 3            | in samenwerking met Monique Hagen                                                                |
| Dag poes!                                             | 2017                 | 02-10-2017            | 17              | 6            | in samenwerking met Mies van Hout, Bette Westera, Monique Hagen, Koos Meinderts en Sjoerd Kuyper |
| Jij bent de liefste                                   | 2025                 | 15-01-2025            | 58              | 1            | in samenwerking met Monique Hagen / jubileum editie                                              |